# Zoo sauvage de Saint-Félicien
Le Zoo sauvage de Saint-Félicien est un parc zoologique canadien situé dans la province de Québec, à Saint-Félicien.
Il est géré par le Centre de conservation de la biodiversité boréale inc. (CCBB) et se consacre à la conservation de la faune boréale. Toutes les espèces représentées appartiennent à la boréalie.
Fondé en 1960 à l'initiative de Ghislain Gagnon, sa superficie couvre aujourd'hui 485 hectares sur lesquels sont présentés près de 1000 animaux de 80 espèces.
Il a reçu 162 000 visiteurs en 2015.

## Histoire
Le Zoo a été fondé en 1960 à l'initiative de M. Ghislain Gagnon comme un zoo traditionnel, comprenant des animaux nord-américains et exotiques. En 1972, on y ajoute le Parc des sentiers de la nature et six villages historiques : le camp du bûcheron, la ferme du colon, le poste de traite, le camp du traiteur, le village amérindien et le ranch de l’Ouest.
En 1995, la collection d'animaux exotiques est abandonnée et le Zoo se concentre sur la faune nord-américaine. En 2001, le Centre de conservation de la biodiversité boréale est fondé et l'accent est mis sur les animaux de la zone boréale ainsi que sur la recherche visant à préserver la biodiversité boréale.

## Le zoo

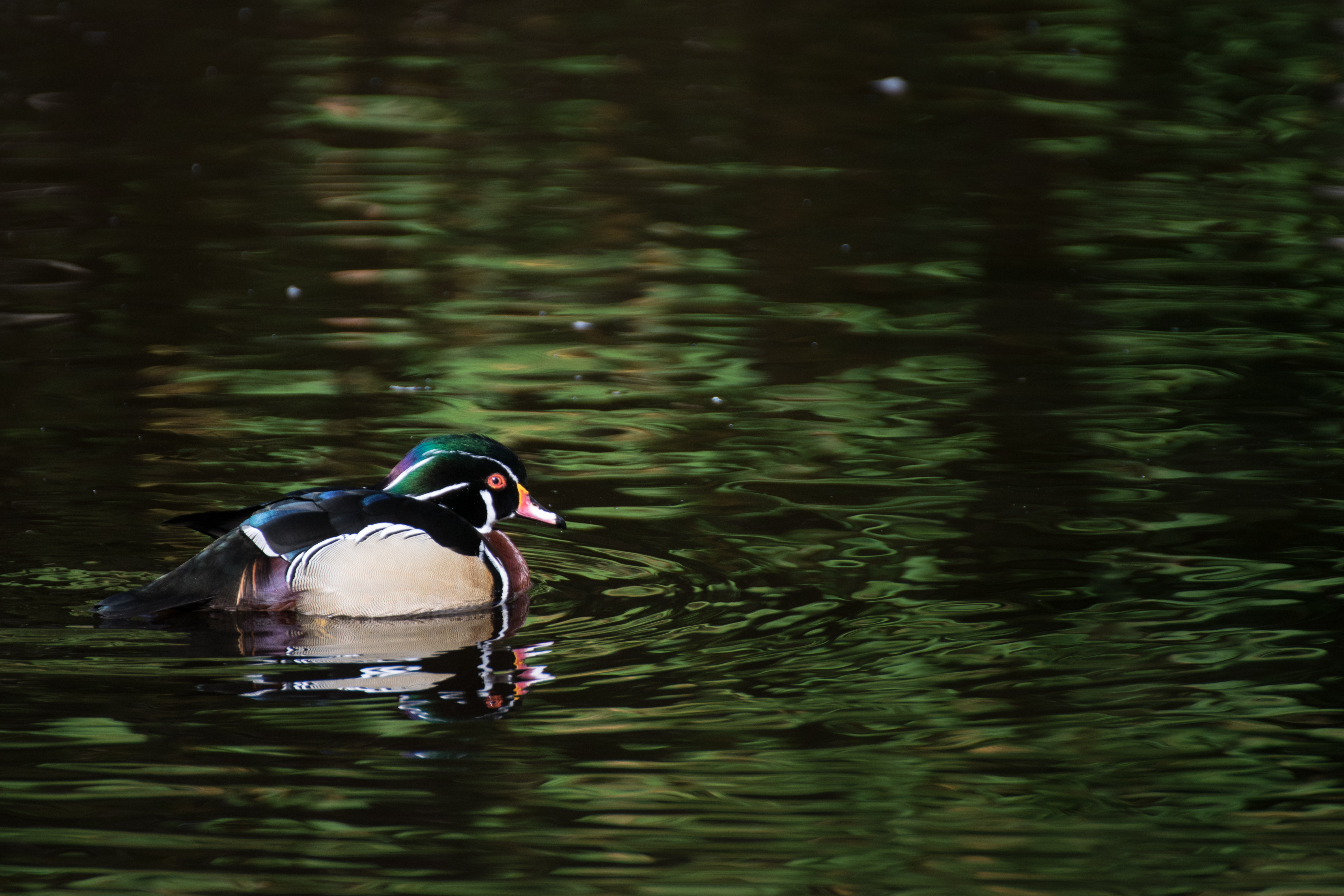
Un Canard branchu au zoo sauvage de Saint-Félicien

Le Zoo sauvage se distingue des zoos traditionnels en faisant cohabiter certaines espèces d'animaux dans des habitats aussi semblables que possible à leurs habitats naturels. Sa superficie est de 485 hectares et il compte près de 1000 animaux représentant 80 espèces.
Les vedettes du Zoo, les ourses blanc Aisaqvak et Milak, sont hébergées dans un habitat comprenant un bassin à la paroi vitrée, qui permet d'observer les ébats aquatiques de l'imposant ursidé. Depuis 2007, une nouvelle section présentant des animaux du nord de l'Asie comprend un habitat pour des macaques japonais, auxquels on ajoute les grues du Japon en 2008, les tigres de l'Amour en 2009 et une zone sur la steppe mongole en 2010.

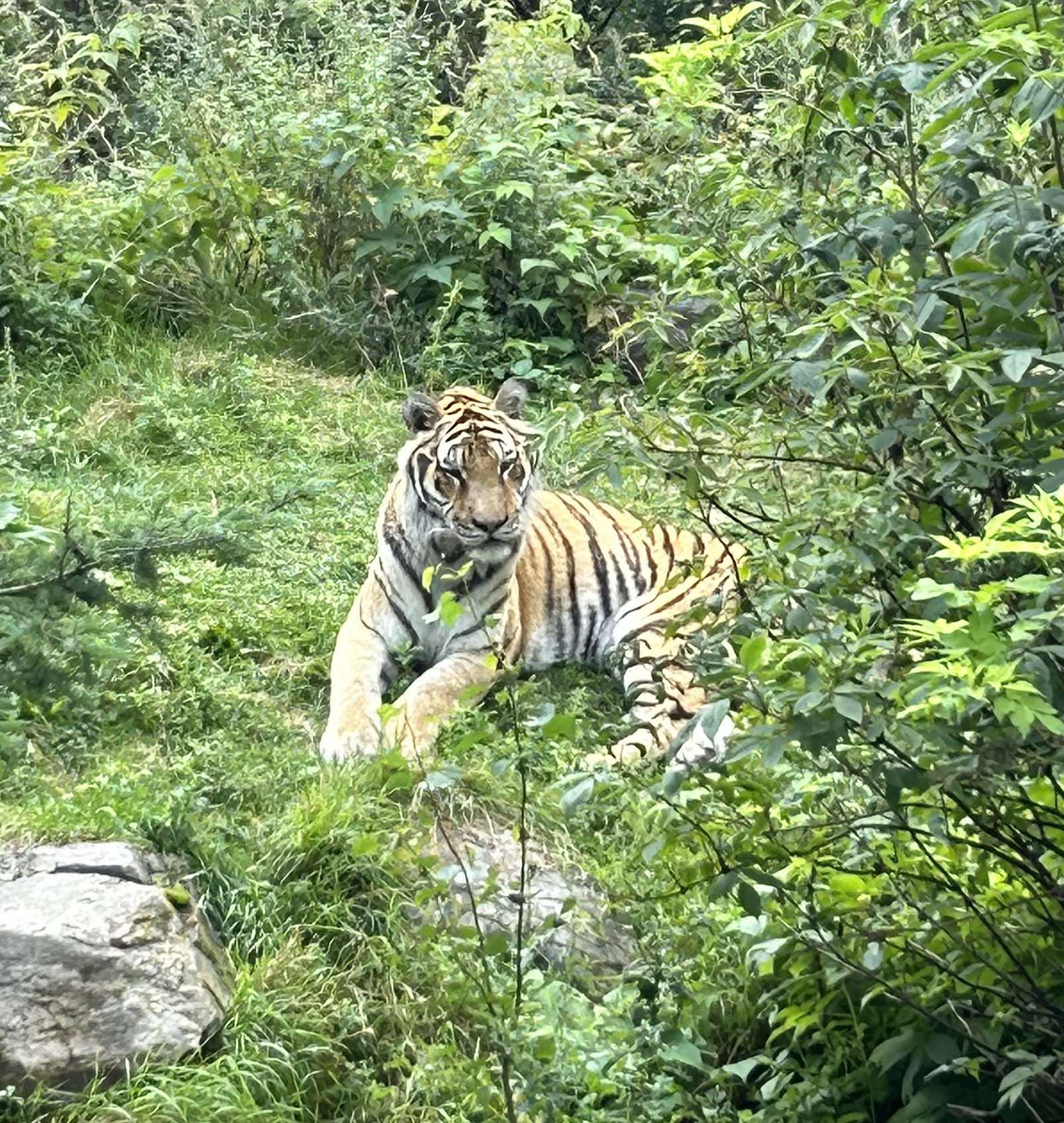
Un tigre au zoo sauvage de Saint-Félicien

Autre élément important, la visite du Parc des sentiers de la nature permet au visiteur de parcourir 7 kilomètres à bord d'un petit train grillagé à travers une reconstitution des grandes régions canadiennes où les animaux sont laissés en liberté. Des reconstitutions de modes de vie, comme un camp de bûcheron, et d'évènements historiques (comme un grand feu de forêt ayant ravagé une grande partie de la région du Saguenay-Lac-Saint-Jean en 1870) sont aussi présentées lors du parcours.
Le Boréalium, inauguré en 2003, comprend deux salles de cinéma dont une très grand écran à effet 3D et des salles d'exposition qui permettent au Zoo de poursuivre sa mission éducative. De plus, un film multi-sensoriel présentant le Zoo dans les quatre saisons est offert. Celui-ci permet aux spectateurs de découvrir des facettes cachées du Zoo et de vivre une expérience particulière.

### Les espèces

#### Toundra arctique

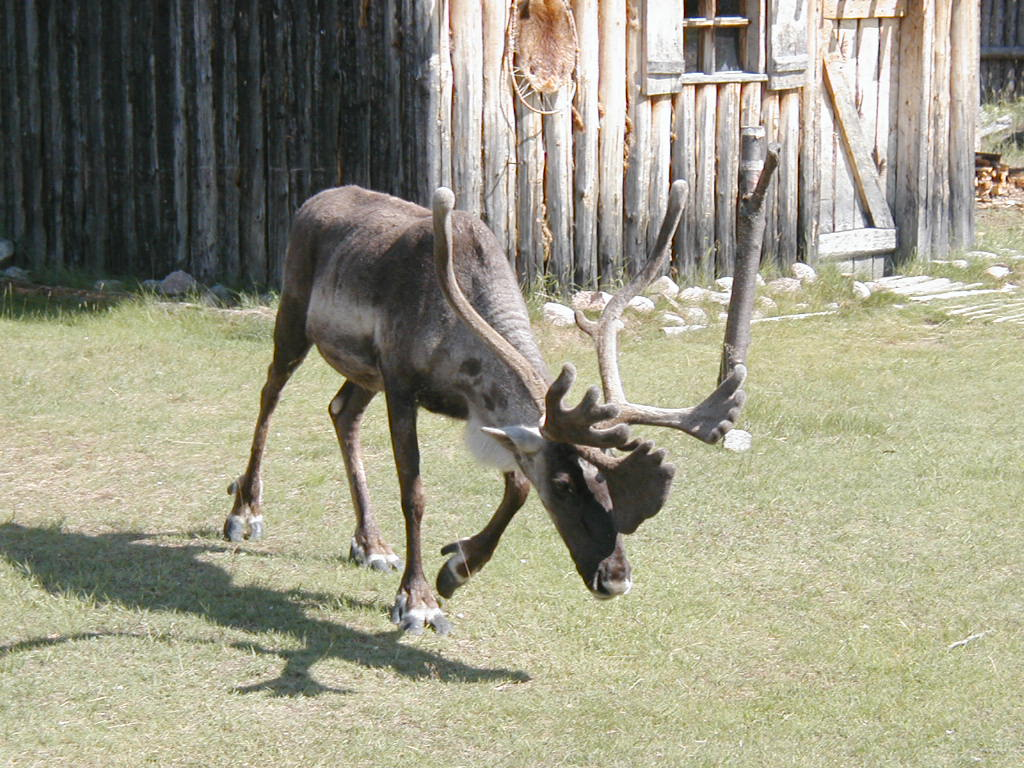
Un Caribou des bois au zoo sauvage de Saint-Félicien

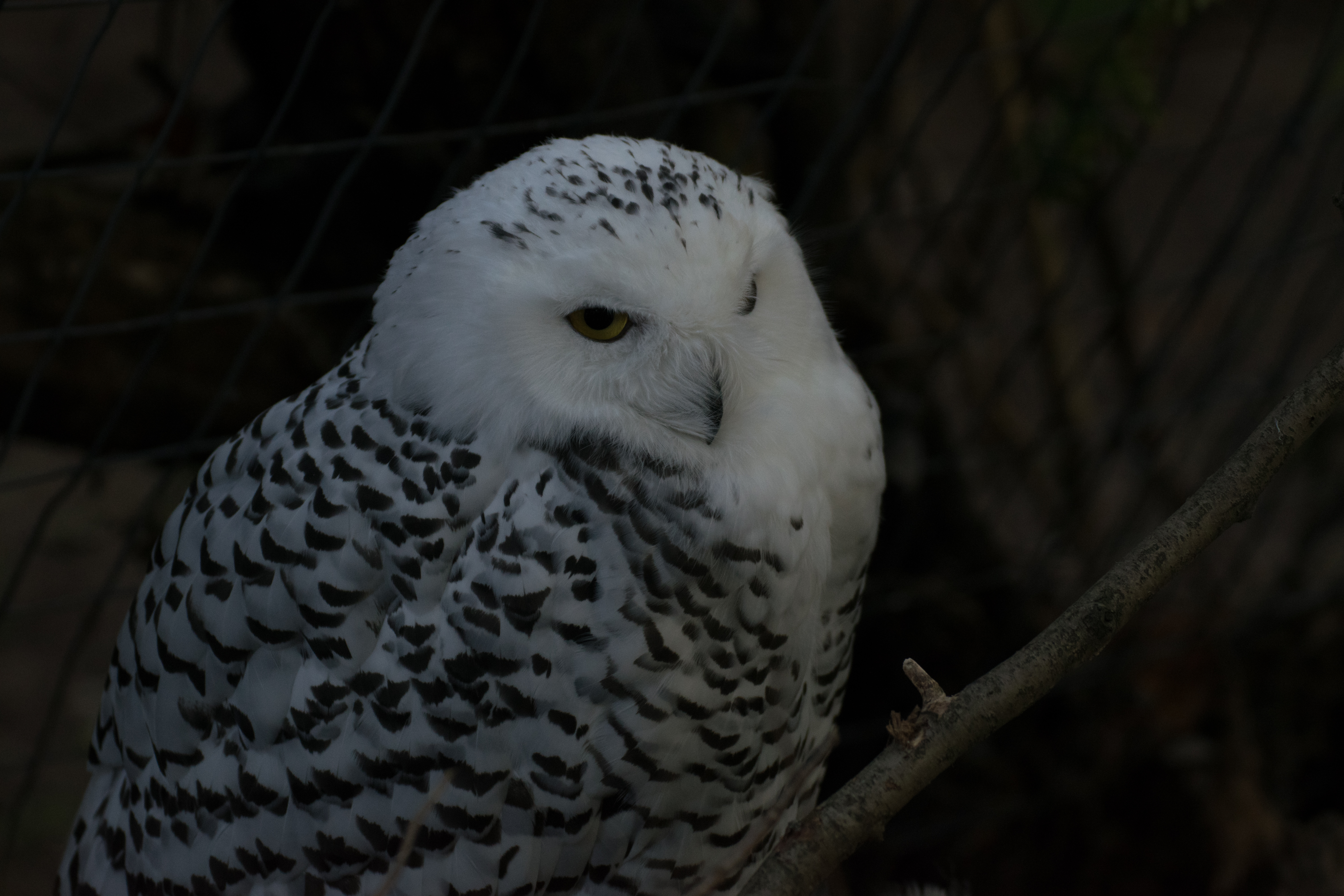
Un Harfang des neiges au zoo sauvage de Saint-Félicien

- Bernache du Canada Branta canadensis
- Bœuf musqué
- Carcajou
- Caribou des bois
- Cladine rangifère[2]
- Cygne trompette
- Harfang des neiges Bubo scandiacus
- Oie des neiges
- Ours blanc
- Renard arctique

#### Forêt boréale

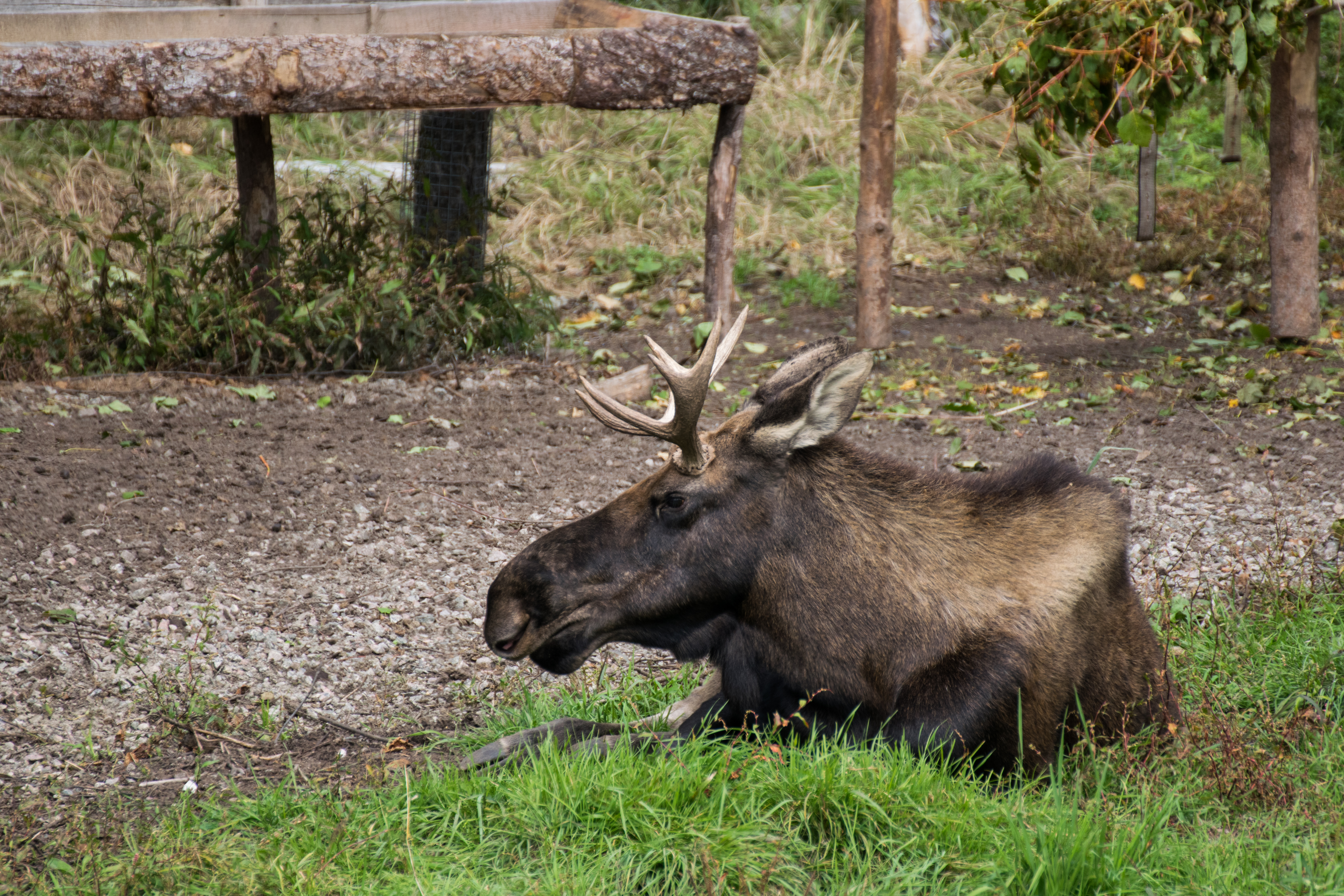
Un Orignal au zoo sauvage de Saint-Félicien

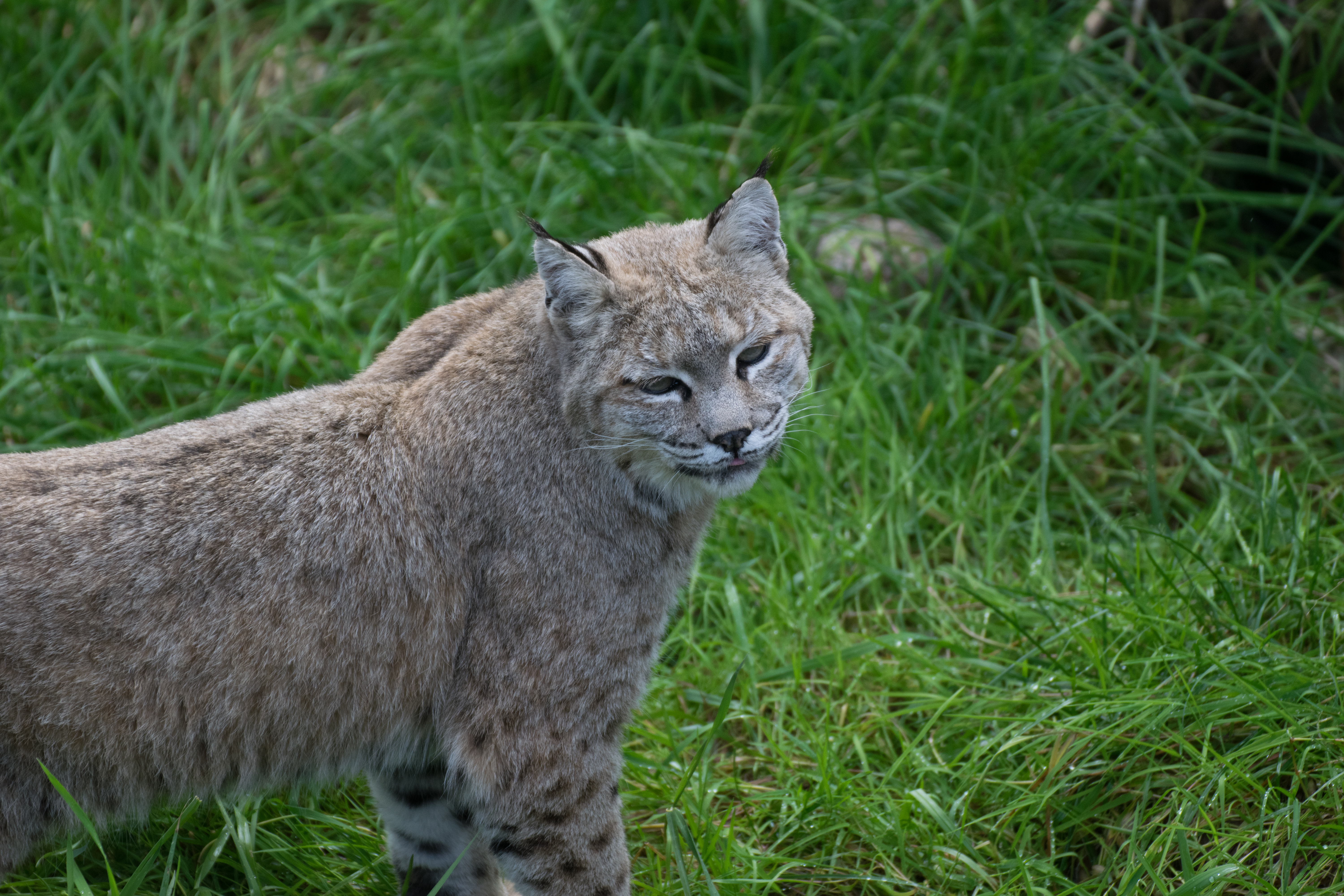
Un Lynx du Canada au zoo sauvage de Saint-Félicien

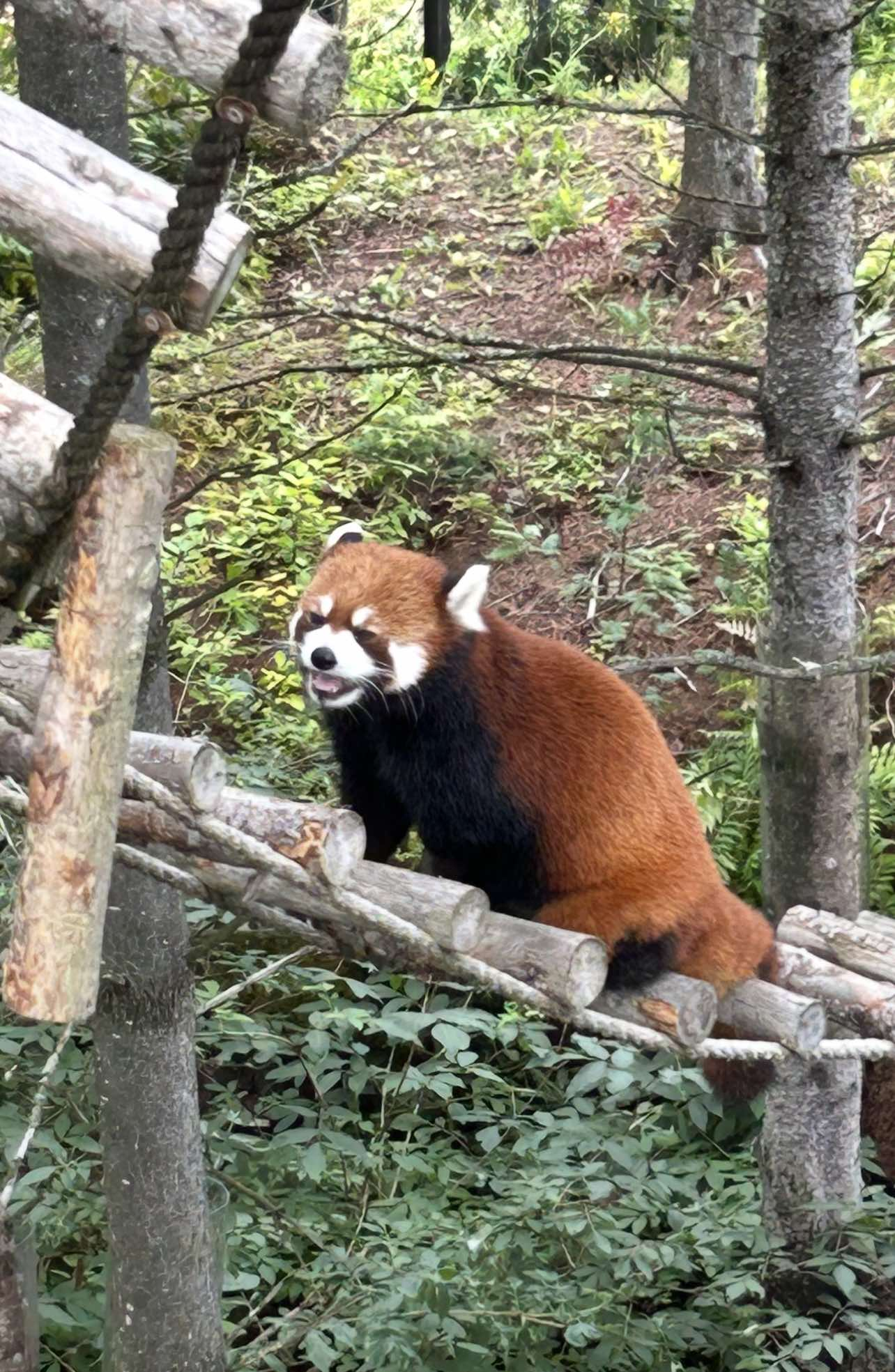
Un panda roux au zoo sauvage de Saint-Félicien

- Airelle à feuilles étroites
- Cypripède acaule
- Épinette blanche
- Épinette noire
- Grand Corbeau
- Thé du Labrador
- Loutre de rivière
- Lynx du Canada
- Martre d'Amérique
- Orignal
- Ours noir
- Pékan
- Pin gris
- Pygargue à tête blanche
- Rossolis à feuilles rondes
- Sarracénie pourpre
- Un panda roux au zoo sauvage de Saint-FélicienSphaigne

#### Montagne
- Macaque japonais
- Grue du Japon
- Chèvre de montagne
- Couguar
- Mouflon canadien
- Mouflon de Dall
- Grizzli
- Urubu à tête rouge
- Tigre de l'Amour

#### Forêt mixte

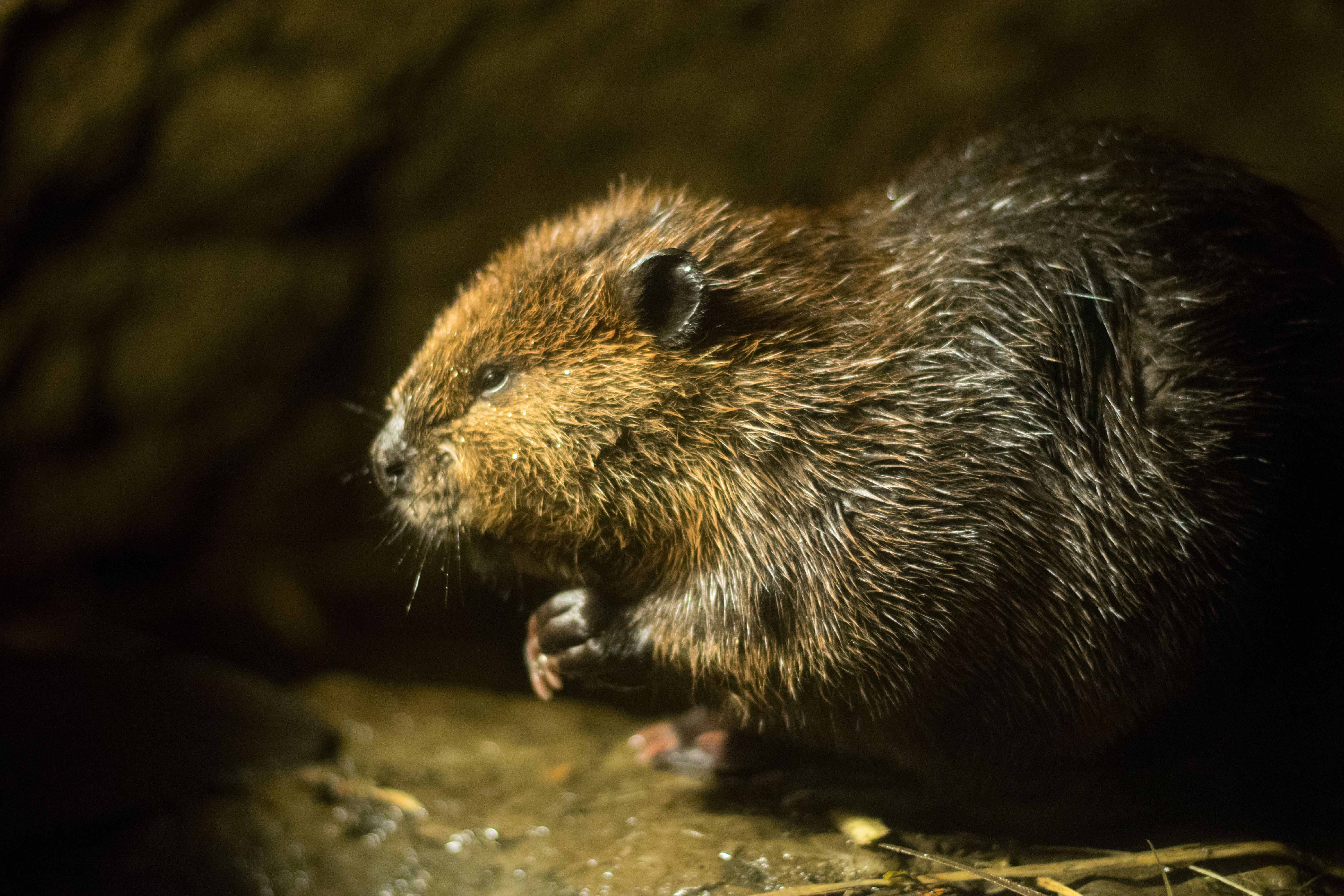
Un Castor canadien au zoo sauvage de Saint-Félicien

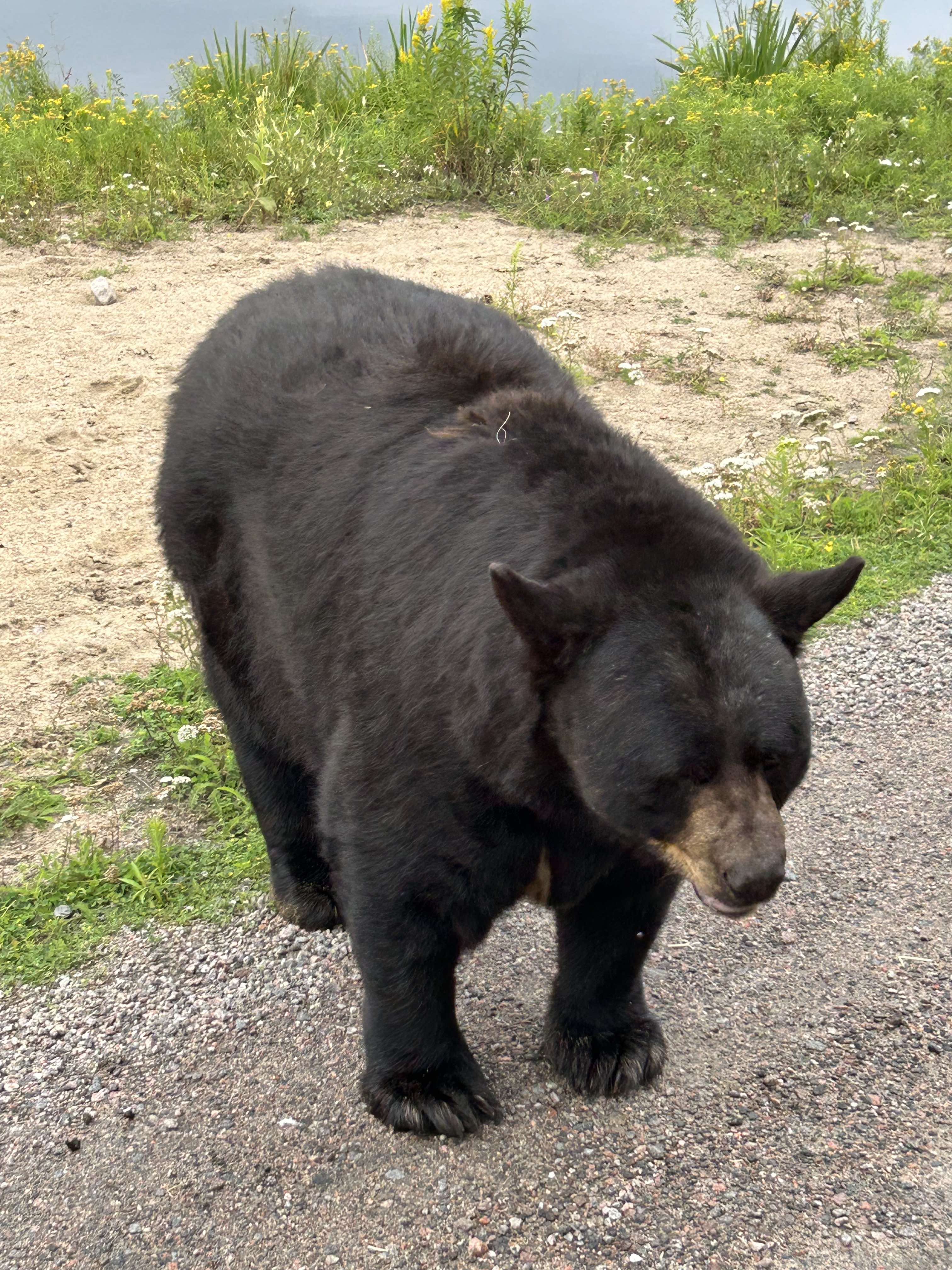
Un ours noir au zoo sauvage de Saint-Félicien

- Bihoreau gris
- Buse à queue rousse
- Butor d'Amérique
- Castor canadien
- Cerf de Virginie
- Coyote
- Dindon sauvage
- Érable à sucre
- Grand Héron bleu
- If du Canada
- Iris versicolore
- Loup gris
- Lynx roux
- Mélèze laricin
- Mouffette rayée
- Papillon tigré du Canada
- Peuplier faux-tremble
- Porc-épic
- Rat musqué
- Un ours noir au zoo sauvage de Saint-FélicienRaton laveur
- Renard roux
- Wapiti

#### Prairie
- Antilope d'Amérique

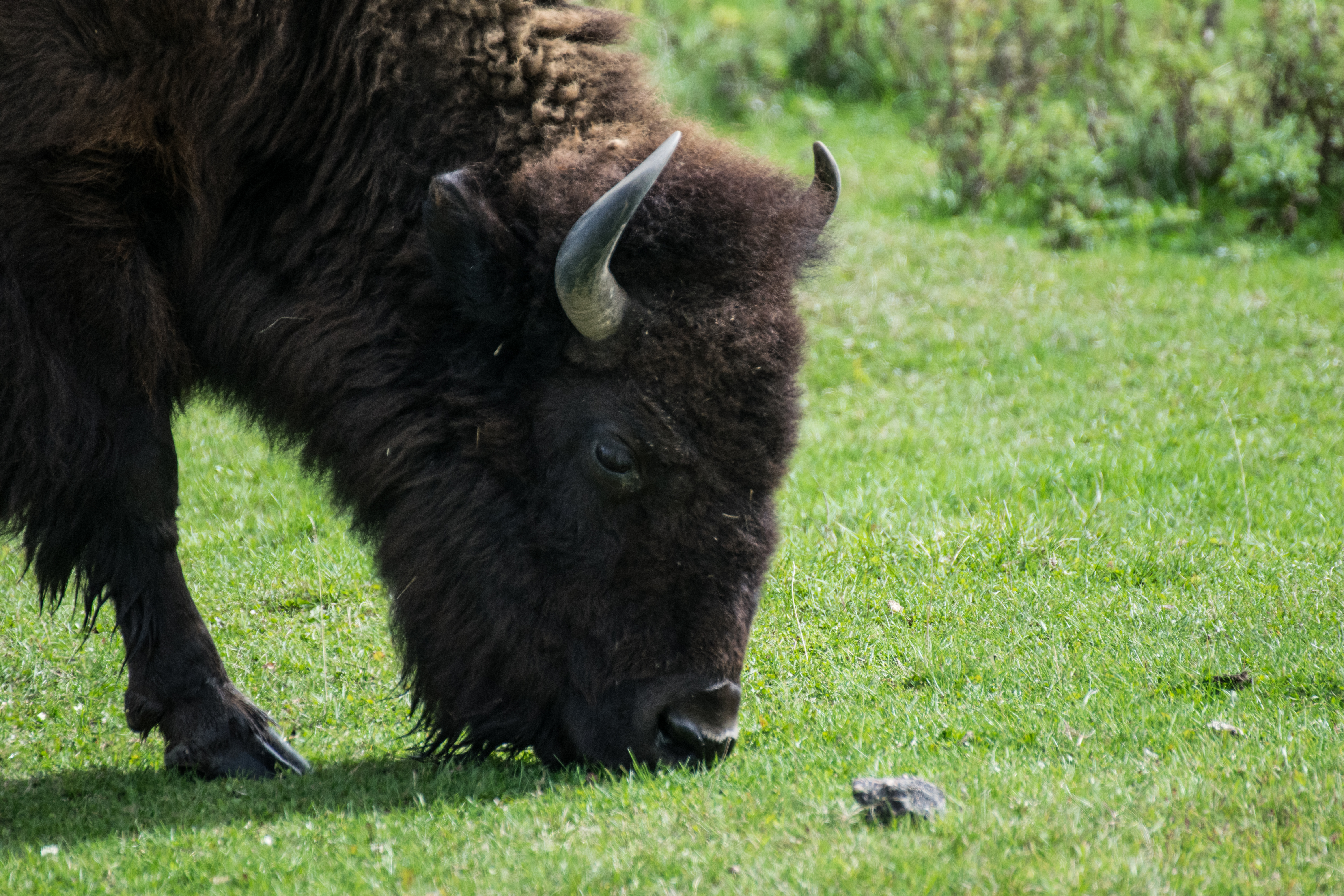
Un Bison d'Amérique du Nord au zoo sauvage de Saint-Félicien

- Bison d'Amérique du Nord Bison bison
- Buse pattue
- Cerf mulet
- Chevêche des terriers
- Chien de prairie à queue noire
- Couleuvre rayée
- Grue du Canada

#### Asie

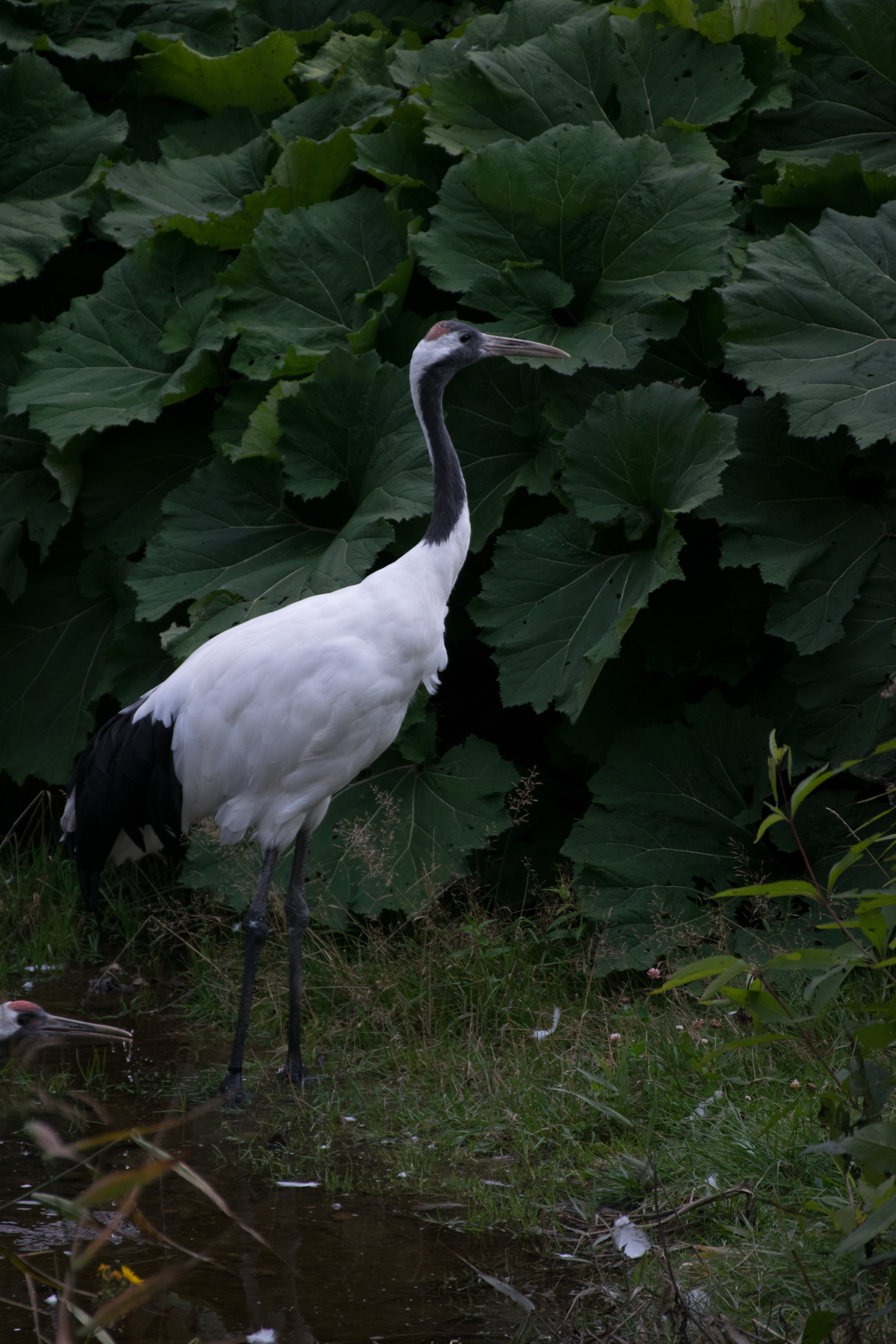
Une Grue du Japon au zoo sauvage de Saint-Félicien

- Macaque japonais
- Grue du Japon
- Tigre de l'Amour

#### Mongolie

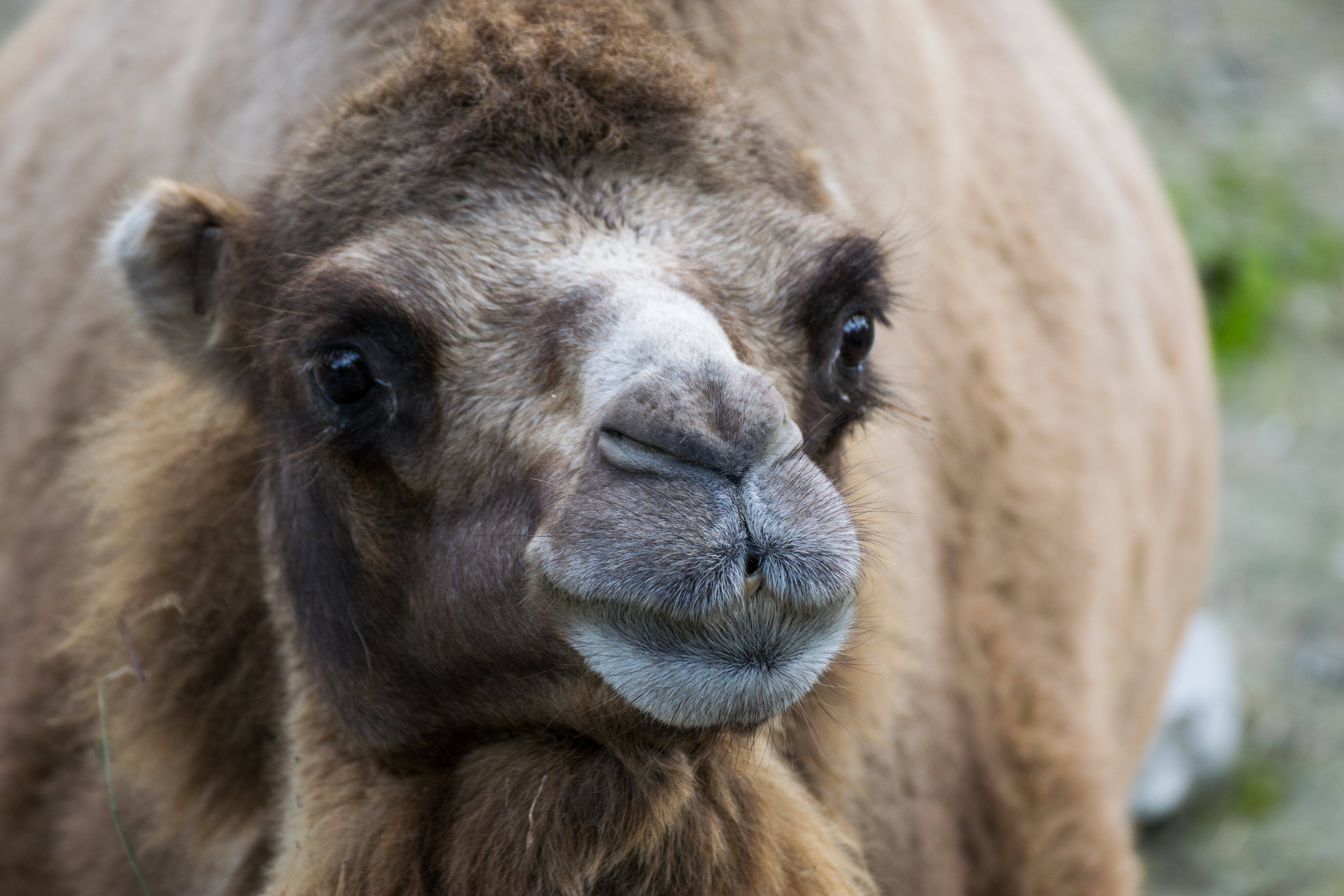
Un Chameau de Bactriane au zoo sauvage de Saint-Félicien

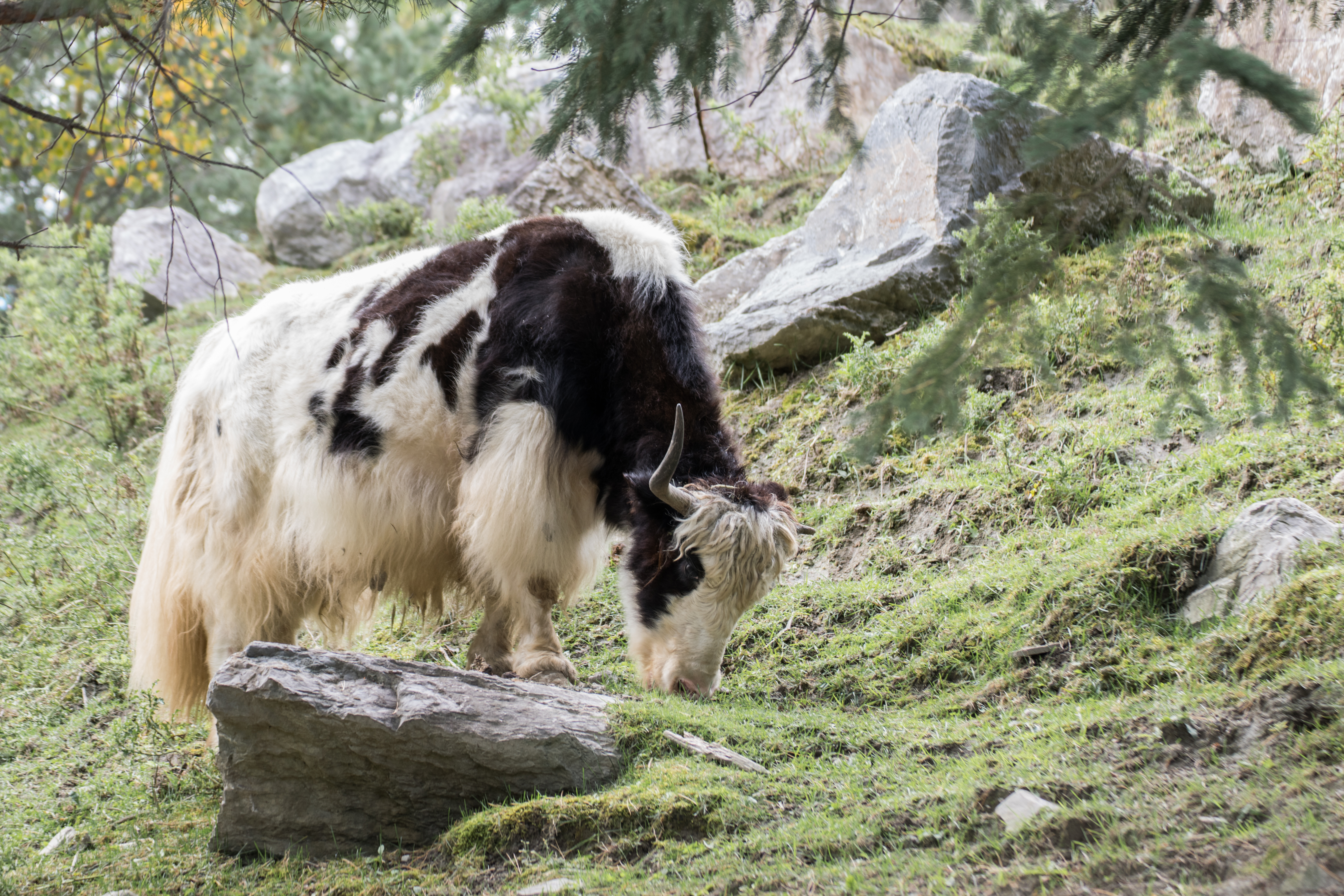
Un Yak domestique au zoo sauvage de Saint-Félicien

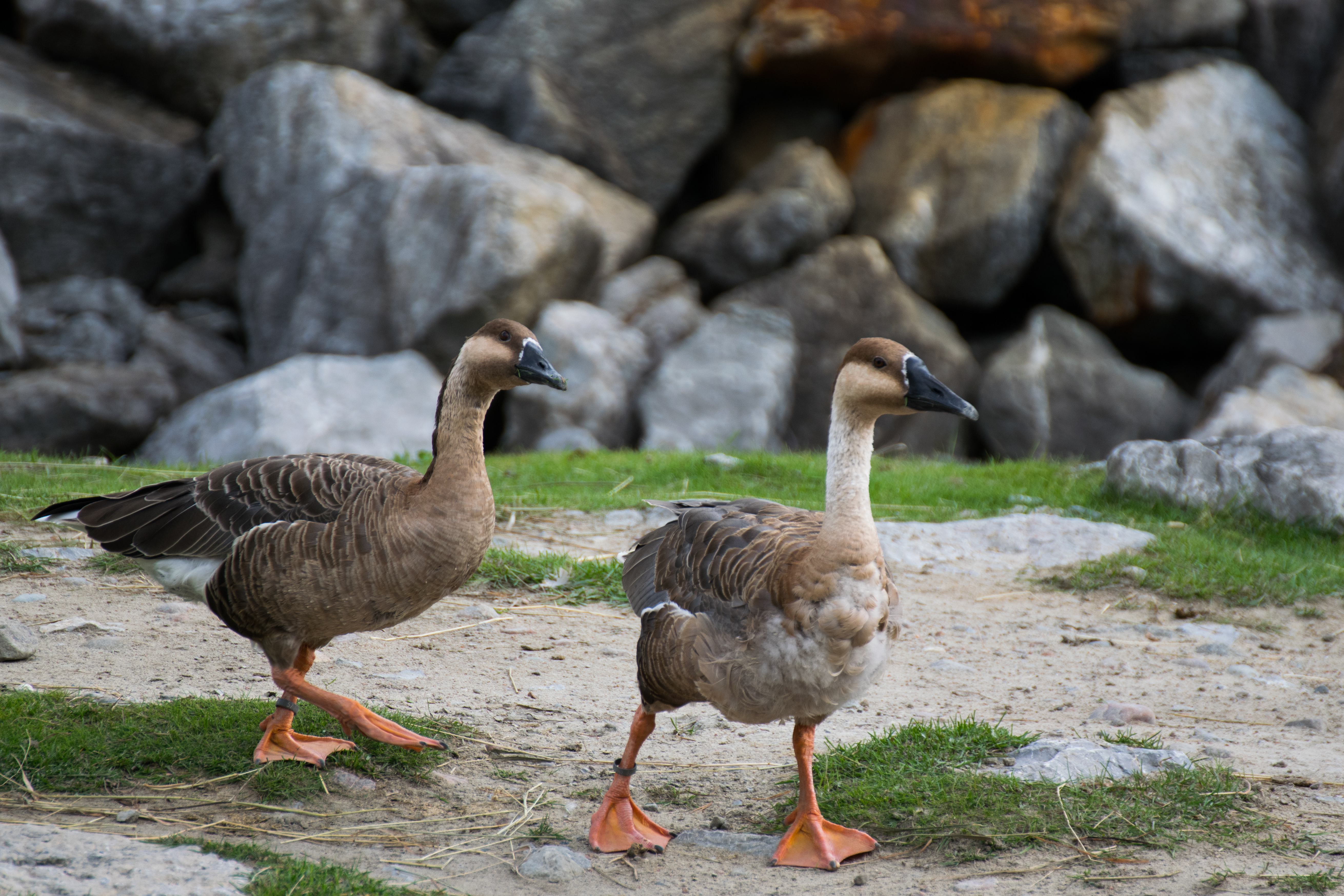
Des Oies cygnoïdes au zoo sauvage de Saint-Félicien

- Chameau de Bactriane
- Cheval de Przewalski
- Grue demoiselle
- Oie à tête barrée
- Oie cygnoïde
- Tadorne Casarca
- Yak domestique
- Yanghir